# Jesenice (ort i Tjeckien, Mellersta Böhmen, lat 49,97, long 14,51)
Jesenice är en stad i Tjeckien.   Den ligger i regionen Mellersta Böhmen, i den centrala delen av landet, 15 km söder om huvudstaden Prag. Jesenice ligger 351 meter över havet och antalet invånare är 3 221.
Terrängen runt Jesenice är huvudsakligen platt, men västerut är den kuperad. Runt Jesenice är det ganska tätbefolkat, med 60 invånare per kvadratkilometer. Närmaste större samhälle är Prag, 14,9 km norr om Jesenice. Trakten runt Jesenice består till största delen av jordbruksmark.